# Ion Druce
Ion Druce, moldavsky/rumunsky Ion Druță (3. září 1928 Horodiște – 28. září 2023 Moskva) byl moldavský prozaik, dramatik a publicista, čestný člen Rumunské akademie.

## Život
Absolvoval prodělal kurs pro traktoristy (1945), absolvoval lesnickou školu (1946) a na Literárním institutu M. Gorkého v Moskvě kursy tvůrčího psaní (1957). Jako tvůrce ustavičně narážel na nepřízeň moldavské oficiální kritiky a úřadů, které ho obviňovaly z nacionalismu a vytýkaly mu, že nedbá zásad socialistického realismu v literatuře, takže celá řada jeho spisů, v Moldavské SSR nežádoucích, vyšla v jeho domovině až poté, co je vydali, tj. „posvětili“ v Moskvě.
Po rozpuštění Sovětského svazu, k požadavku „obnovení“ rumunské národní identity v Moldavsku, spisovatel zaujímal protirumunské, promoldavské a proruské postoje. Jeho publicistická a veřejná činnost překvapila ty moldavské a rumunské intelektuály, kteří nemohli pochopit jeho zároveň protisovětské a proruské postoje.

## Dílo
Ve všech jeho dílech se projevuje jistá sebestředná provinčnost. Chvála venkovského života a určité mytologie, považované za nadřazenou hodnotám vyznávaným městským živlem, byla v době vydání próz, jako jsou „Listy touhy“ (moldavsky Frunze de dor, 1957), „Břímě naší dobroty“ (moldavsky Povara bunătății noastre, 1967), „Pastýřská hůl“ (moldavsky Toiagul păstoriei, 1984) aj., vnímána jako zjevný protest proti „výdobytkům“ komunismu, nepřátelským „dávným obyčejům“. Svou zahleděností do patriarchálního venkovanství navazuje Druce na tradici rumunského sămănătorismu, v ruském kulturním kontextu má nejblíže k Valentinu Rasputinovi. Jako prozaik používá prostý, avšak důmyslný jazyk prokládaný krásnými metaforami a „významnými zámlkami“. Nevytváří odstíněné postavy, „člověk besarabský“, který se napájí ze zdroje jakéhosi prvotního venkovanství, je v jeho podání zvláštní lidský druh, v kterém se snoubí všechny ctnosti. Tento typ prózy ve srovnání s tvorbou sešněrovanou socrealistickými direktivami sice působil neotřele a svěže, avšak vypovídá též o tom, že autor se odmítá vyrovnat s některýma inovacemi prózy 20. století.
Pro jeho současnou tvorbu je příznačný paséismus a pocit sounáležitosti k „nadnárodnímu“ křesťanství, který v něm vytváří iluzi nadřazenosti vůči nepohodlným taxonomiím kultury. Proto je estetická úroveň těchto textů poznamenána schematičností. V románu „Bílý kostel“ (moldavsky Biserica Albă, 1981) je ruská rozpínavost v moldavském knížectví nazírána jako civilizační počin. Jedná se o jednou z mnoha rusko-tureckých válek odehrávajících se v 18. století v jihovýchodní Evropě, které oslabovaly turecké vládnutí v Moldavsku.

### Poslední měsíc podzimu
Jeho nejúspěšnější novela rozšiřující hranice lyrizované vesnické prózy k širší výpovědi o soudobé společnosti. Jednoduchý syžet hrdinovy cesty a putování umožnil vytvořit v „Posledním měsíci podzimu“ (moldavsky Ultima lună a toamnei, publikován časopisecky 1965) svérázný umělecký pomník jedné době (děj se odehrává na začátku 60. let) a myšlenkovým postojům několika generací, rozdílnému životnímu naturelu stáří a mladí. Také v této úsměvně nostalgické novele je Drucův svět otevřený dokořán a za jeho lyrickými povahokresbami je znatelné hledání ideální podoby moldavského národního charakteru, jenž se ve svých konturách rozptýlil stejně extenzívně jako nová generace někdejšího mikrosvěta moldavského venkova. Sváteční vyjížďka příslušníka pokolení otců je přitom zbavena veškerého patosu; přes lyrizovanou tkáň vyprávění se Druce snaží odidyličtit a naplnit shovívavou ironií své pojetí klasického žánru venkovské prózy, přičemž volí skrytou konfrontaci s tématy a motivy moderních příběhů z městského prostředí.
V Posledním měsíci podzimu pokračuje ve svých obrázcích z moldavské vesnice, v nichž se zaujetím popisuje přirozenou ušlechtilost obyčejných lidí. Četné poetizované jevy přírodního světa i světa dnešních venkovanů umožňují klást spojnici mezi tvorbou moldavského prozaika a specifickou žánrovou modifikací ruské povídky 60. let (Vladimír Solouchin, Jurij Kazakov, Jevgen Nosov, aj.) i žánru povídky v ostatních sovětských literaturách (Nodar Dumbadze, Hrant Mathevosjan), v níž lyrizace jako vypravěčské východisko posléze ustupuje před střízlivým, věcným pohledem na problematiku života vesnického člověka.
Novelu „Poslední měsíc podzimu“ v roce 1968 úspěšně zfilmoval Vadim Derbeňov.

## Vyznamenání
- Řád rudého praporu práce – Sovětský svaz, 8. června 1960 a 16. listopadu 1984
- Řád přátelství mezi národy – Sovětský svaz, 1. září 1978
- Leninův řád – Sovětský svaz, 18. října 1988
- Řád republiky – Moldavsko, 1993
- Řád Bogdana Zakladatele – Moldavsko, 2009 – udělil prezident Vladimir Voronin za zvláštní zásluhy o národní obrození, za zásluhy o rozvoj kulturních vztahů s cizími zeměmi a za zvyšování mezinárodní prestiže Moldavska[1]